# Tianqiaoling (köpinghuvudort i Kina, Jilin Sheng, lat 43,59, long 129,63)
Tianqiaoling är en köpinghuvudort i Kina. Den ligger i provinsen Jilin, i den nordöstra delen av landet, omkring 360 kilometer öster om provinshuvudstaden Changchun. Antalet invånare är 11 161. Befolkningen består av 5 427 kvinnor och 5 734 män. Barn under 15 år utgör 10,0 %, vuxna 15-64 år 80 %, och äldre över 65 år 9,0 %.
Runt Tianqiaoling är det ganska glesbefolkat, med 28 invånare per kvadratkilometer. Det finns inga andra samhällen i närheten. I omgivningarna runt Tianqiaoling växer i huvudsak lövfällande lövskog.
Genomsnittlig årsnederbörd är 897 millimeter. Den regnigaste månaden är juli, med i genomsnitt 198 mm nederbörd, och den torraste är januari, med 6 mm nederbörd.